# Perenniporiella pendula
Perenniporiella pendula är en svampart som beskrevs av Decock & Ryvarden 2003. Perenniporiella pendula ingår i släktet Perenniporiella och familjen Polyporaceae.   Inga underarter finns listade i Catalogue of Life.